# بيرا (إميليا رومانيا)
بيرا (بالإيطالية: Berra)‏ هي بلدية في مقاطعة فيرارا في إقليم إميليا رومانيا الإيطالي.

## السكان
في سنة 1861 بلغ عدد السكان 4٬198 نسمة، وتطور العدد ليصل في سنة 2011 لـ 5٬160 نسمة.
يظهر هذا المخطط البياني تطور النمو السكاني لـ بيرا (إميليا رومانيا)